# Said Altınordu
Said Altınordu (Üsküdar, 24 de julio de 1912 - Esmirna, 17 de noviembre de 1978) fue un futbolista turco que se desempeñaba en la posición de defensor. Hombre de un solo club, jugó 27 temporadas para el Altınordu F.K., convirtiéndose en un referente del fútbol en Esmirna. Jugó un total de 847  partidos oficiales, anotando 29 goles. 
Aunque nació como Said Bey, adoptó sin embargo el apellido Altınordu en 1934, luego de que el gobierno nacional sancionase una ley que obligaba a todos los ciudadanos turcos a definir su apellido.
Fue seis veces campeón de la Liga de Fútbol de Esmirna y uno de los primeros jugadores que actuó en la División Nacional de Turquía, la máxima categoría profesional del país creada en 1937. Representó a Turquía a nivel internacional, llegando a ser parte del equipo olímpico que disputó el torneo de fútbol de los Juegos Olímpicos de Berlín 1936.